# Leran Kulon
Leran Kulon is een bestuurslaag in het regentschap Tuban van de provincie Oost-Java, Indonesië. Leran Kulon telt 6271 inwoners (volkstelling 2010).